# Верхнелужицкая Википедия
Верхнелужицкая Википедия (в.-луж. Hornjoserbska Wikipedija) — языковой раздел Википедии на верхнелужицком языке, западнославянском языке, носители которого проживают на территории Лужицы, представляющей собой славянский анклав в восточной Германии.

## История
4 июня 2005 года пользователь мета-вики предложил сделать сорбскую википедию, но затем заявка была изменена на заявку на открытия только на верхнелужицком языке. 8 октября 2005 года раздел был создан в Викиинкубаторе. До сентября 2006 года в среднем создавалась только одна статья в месяц и в общей сложности только 62 статьи.
За сорбскую верхнелужицкую википедию проголосовали: 22 — «за», 1 — «против». В мета-вики проект медленно развивался и 25 декабря 2006 года он открылся как самостоятельный языковой раздел википедии.
12 декабря 2015 года преодолела рубеж в 10 тысяч статей.

## Состояние
По состоянию на 14:11 (UTC) 16 июля 2025 года раздел содержит 14 036 статей, занимая по этому параметру 152-е место среди всех языковых разделов.
В разделе зарегистрировано 26 886 участников, 4 из них имеют статус администратора; 42 участника совершили какие-либо действия за последние 30 дней; общее число правок за время существования раздела составляет 386 281.
Данный раздел использует принцип добросовестного использования (fair use). В настоящее время общее количество загруженных в раздел файлов составляет 126.